# Wacław Wielhorski (zm. 1618)
Wacław Wielhorski herbu Kierdeja (zm. w 1618 roku) – stolnik kijowski w latach 1613–1618, podwojewodzi kijowski w latach 1600–1608, dzierżawca bodeński, dzierżawca krochajewski.
Żonaty z Zofią z Jełowickich.
Poseł na sejm 1600 roku z województwa kijowskiego i sejm 1605 roku. Marszałek sejmiku elekcyjnego województwa kijowskiego w 1602 roku i sejmiku województwa kijowskiego w 1611 roku. Poborca podatków województwa kijowskiego w 1601 roku. 